# 백송초등학교
백송초등학교는 대한민국 경기도 고양시 일산서구에 있는 공립 초등학교이다.

## 학교 연혁
- 2011. 03. 01 초대 신동주 교장 취임
- 2011. 03. 01 백송초등학교 개교(5학급, 47명)
- 2011. 03. 02 제1회 입학식, 총 19명 입학(남 11명, 여 8명 입학)
- 2011. 03. 11 병설유치원 입학식(50명 입학)
- 2012. 02. 15 제1회 졸업식(27명)
- 2014. 02. 14 제3회 졸업식(64명)
- 2014. 03. 03 제4회 입학식(107명)
- 2014. 03. 03 19학급 편성
- 2019년 3월 4일 2019학년도 입학식